# Lilaojia
Lilaojia (kinesiska: 李老家, 李老家乡) är en socken i Kina. Den ligger i provinsen Henan, i den centrala delen av landet, omkring 210 kilometer öster om provinshuvudstaden Zhengzhou. Antalet invånare är 44 857. Befolkningen består av 22 114 kvinnor och 22 743 män. Barn under 15 år utgör 19,0 %, vuxna 15-64 år 71 %, och äldre över 65 år 8,0 %.
Genomsnittlig årsnederbörd är 888 millimeter. Den regnigaste månaden är juli, med i genomsnitt 196 mm nederbörd, och den torraste är januari, med 7 mm nederbörd.